# Juozas Tūbelis
Juozas Tūbelis (Ilgalaukiai, 18 de abril de 1882-Kaunas, 30 de septiembre de 1939) fue un político lituano, primer ministro durante el periodo de entreguerras

## Biografía
Nació el 18 de abril de 1882 en Ilgalaukiai, distrito de Rokiškis.
Cuñado del presidente Antanas Smetona, este último le nombró nuevo jefe de gobierno en sustitución de Augustinas Voldemaras en 1929, ocupando el cargo entre el 23 de septiembre de 1929 y el 24 de marzo de 1938, dentro de un periodo caracterizado por la estabilidad interna y por una economía lituana basada en la producción interna y las exportaciones de productos agrícolas. Tūbelis, que cesó tras el últimatum de Polonia en la crisis de marzo de 1938, fue sucedido por Vladas Mironas como jefe de gobierno.
Ejerció de director del Banco de Lituania desde el 1 de octubre de 1938 hasta septiembre de 1939; falleció el día 30 de ese mismo mes de 1939 en Kaunas.